# 徳島県立文書館
徳島県立文書館（とくしまけんりつ もんじょかん、英語: Tokushima Prefectural Archives）とは、徳島県徳島市八万町の文化の森総合公園（向寺山）にある公文書館である。施設識別カラーは「茶色」。1930年竣工の旧徳島県庁舎の建物の一部を使用している。

## 概要

### 建築データ
- 設計 - 佐野利器
- 竣工 - 1930年（昭和5年）
- 移築保存設計 - 宮建築設計
- 移築 - 1989年10月
- 延床面積 - 1,780m2
- 建築面積 - 619m2
- 構造・規模 - SRC造、地上4階

### 開館時間
- 9:30 - 17:00

### 休館日
- 月曜日、第3木曜日（月曜日が祝日または振替休日にあたるときは、その翌日）
- 年末年始（12月29日 - 1月4日）

### 施設案内
- 1階 - エントランスホール、事務室
- 2階 - 展示室、閲覧室、講座室
- 屋外 - 県民の森

## 交通
- JR徳島駅から「文化の森」行き、またはバイパス経由「市原」行きバスに乗車し約25分、「文化の森」下車。

しらさぎ台、一宮、天の原、佐那河内方面行きバスに乗車し「園瀬橋」下車、徒歩約10分。
- JR徳島駅より牟岐線文化の森駅下車徒歩約35分、または「文化の森駅東」バス停から「市原」行きバスに乗車し「文化の森」下車。

## ギャラリー

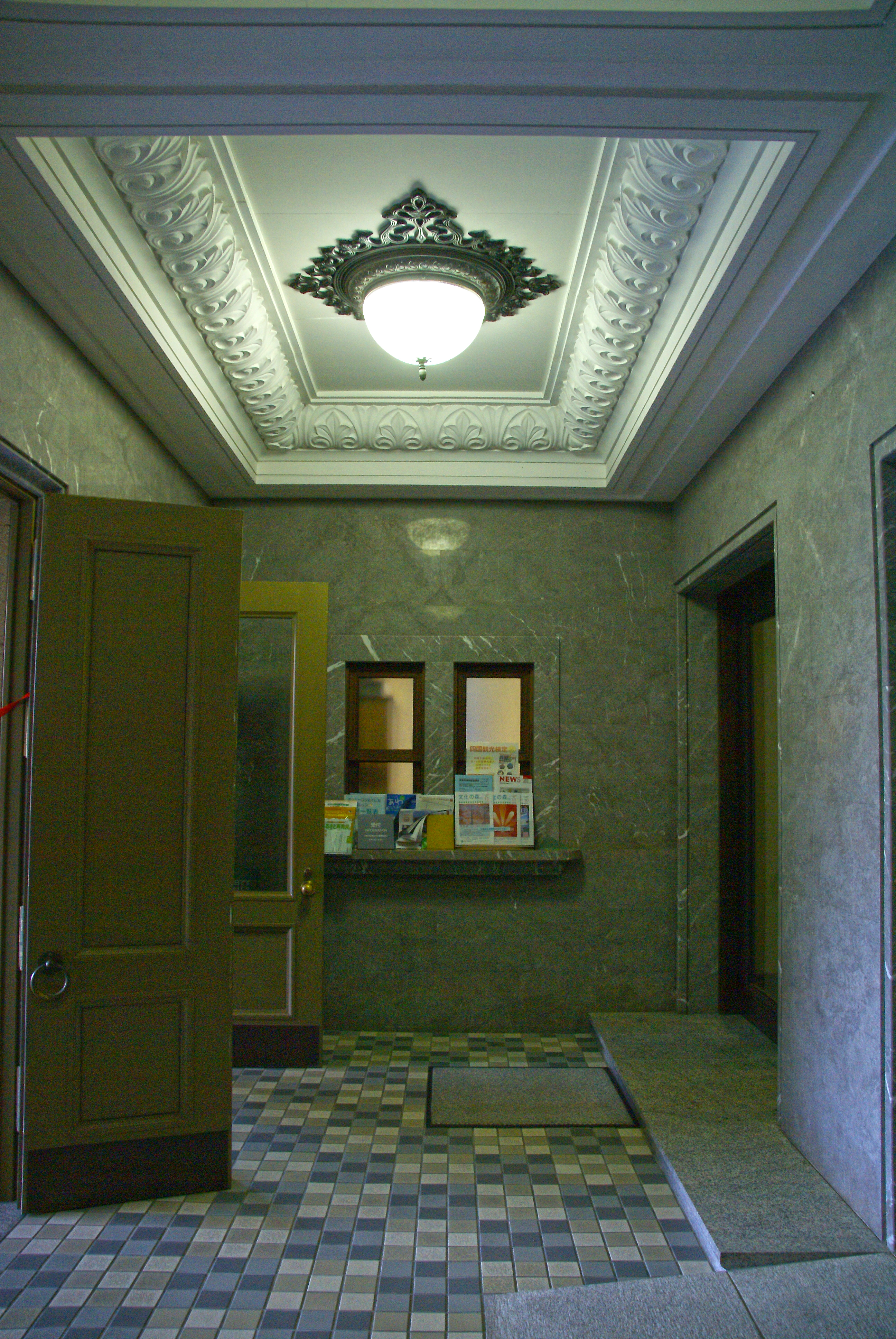
アルコーブの内側
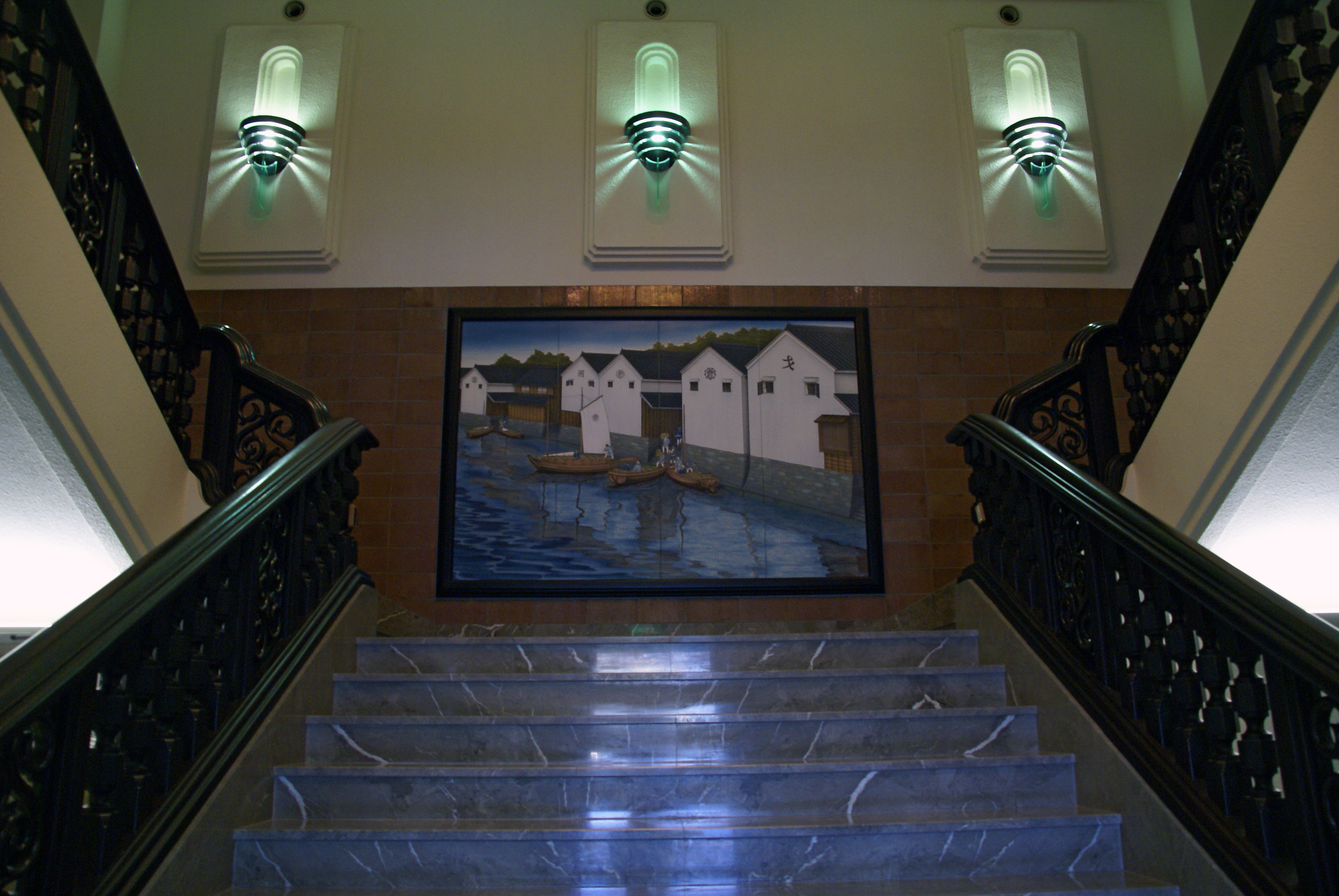
エントランスホール
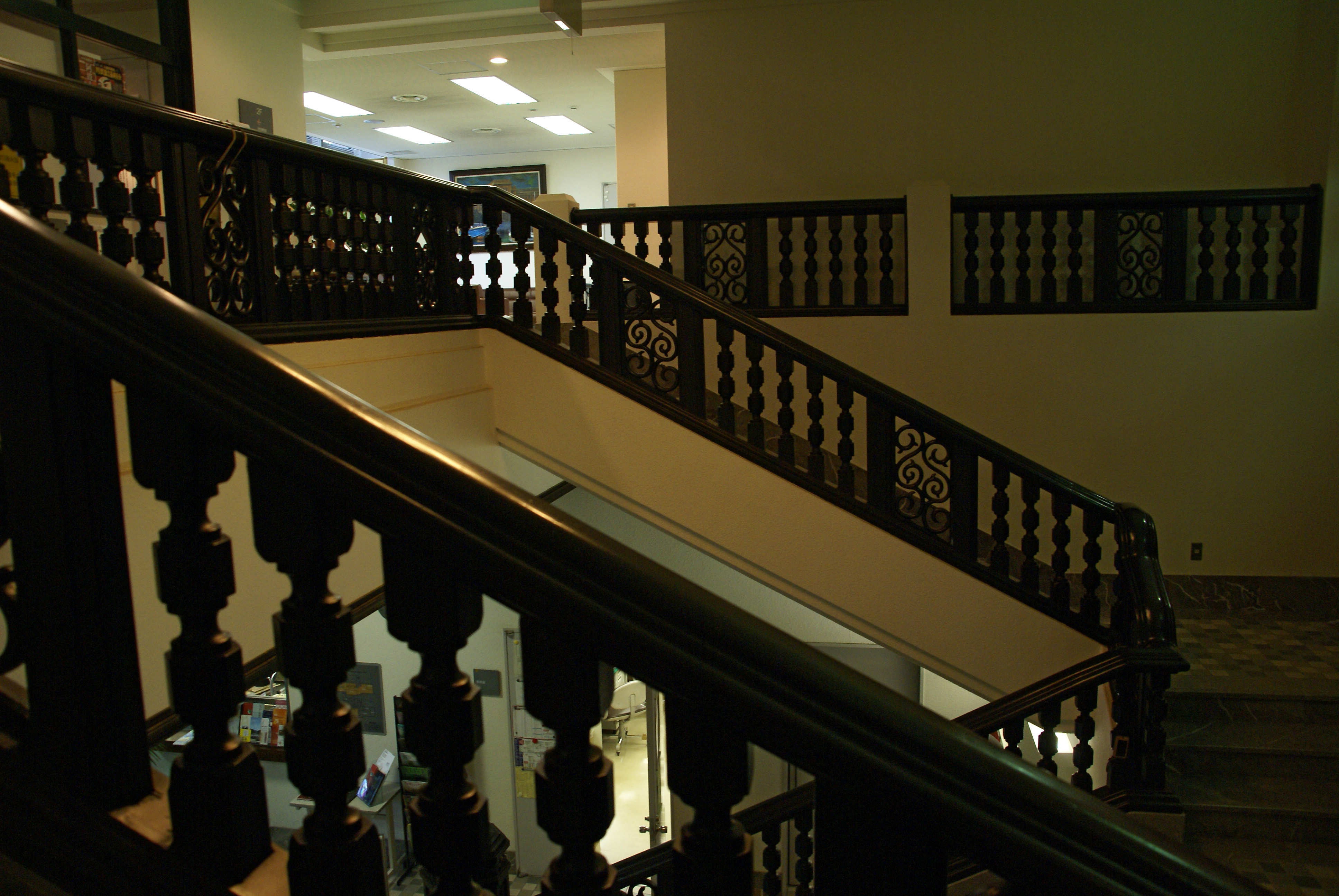
階段吹抜